# Bilikiss Adebiyi Abiola
Pour les articles homonymes, voir Abiola.
Bilikiss Adebiyi ou Bilikiss Adebiyi Abiola, née en 1983, est une entrepreneuse nigériane PDG d'une entreprise de recyclage, à Lagos. 

## Biographie
Elle est née à Lagos en 1983, et y effectue ses études initiales, qui la conduise à l'Université de Lagos. Puis elle prolonge sa formation aux États-Unis, à l'Université Fisk puis à l'Université Vanderbilt où elle obtient une maîtrise. Devenue informaticienne, elle travaillé pour IBM pendant cinq ans avant de décider de reprendre des études. 
Elle est acceptée  pour un Master of Business Administration (MBA) au Massachusetts Institute of Technology (MIT). Elle trouve l'idée d'une entreprise de recyclage au cours de sa deuxième année au MIT, où elle étudie la gestion des déchets. Son idée initiale est d'augmenter la quantité de déchets collectée auprès des ménages en leur offrant des billets de tombola en échange. Quand elle discute de cette idée au Nigeria, durant ses vacances, elle est surprise de l'intérêt rencontré . Les déchets sont une source de nuisances à Lagos, seul un faible pourcentage étant collecté régulièrement. Elle est de retour à Lagos en 2012, après l'obtention de son diplôme. Alors que ses enfants sont à l'école, elle approfondit son projet et y adjoint l'idée de tricycle pour la collecte, les Wecycles.

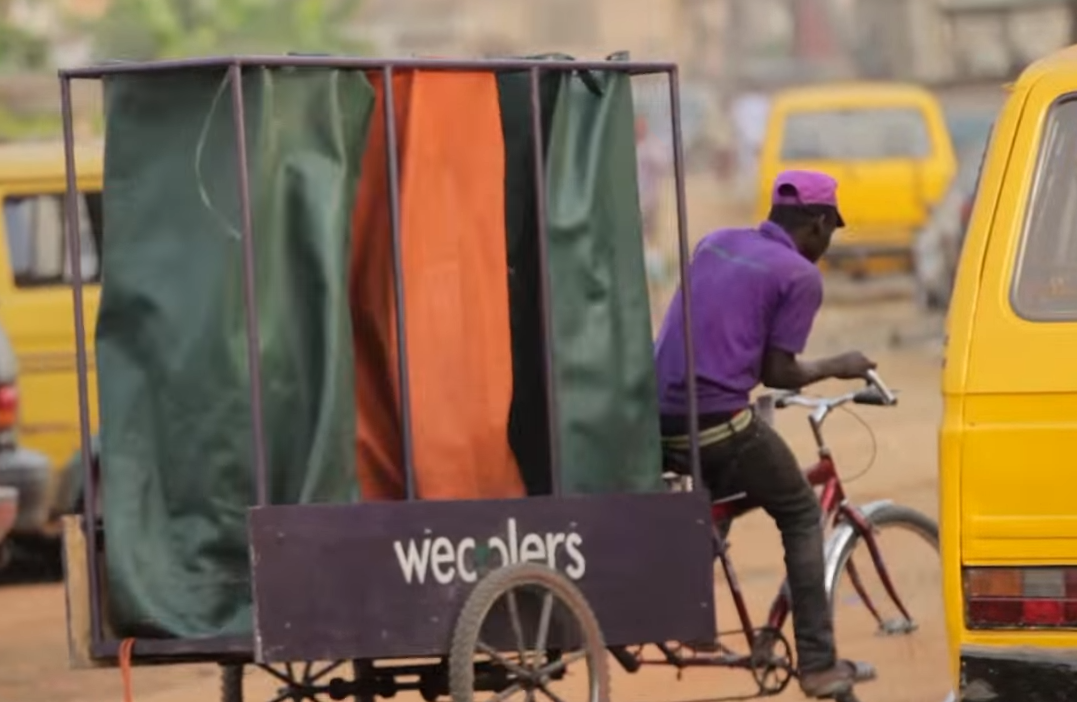
Un tricycle ou "Wecycle"

En 2012, elle co-fonde avec des amis sa société, appelée Wecyclers pour collecte les déchets des ménages, à Lagos. Une fois que les déchets sont triés, ces ménages se voient attribuer des points, fonction de chaque kilogramme recyclé. Ces points peuvent ensuite être échanger contre des biens de consommation, tels que des minutes de communications téléphonique ou des aliments,. La société travaille en partenariat avec l'autorité de gestion des déchets de Lago. Lagos produit 9 000 tonnes de déchets par jour mais seuls 18 % de ce poids sont collectés et recyclés en 2011. Les tricycles peuvent procéder à des collectes là où des véhicules normaux ne pouvaient pas aller. Wecyclers  a estimé en octobre 2015, recueillir pour l'instant plus de 500 tonnes de déchets, et emploie 80 personnes.

## Distinctions
- 2013 : prix Cartier Women’s Initiative Awards pour la région Afrique subsaharienne[1].
- 2013 : l'entreprise est lauréate des Tech Awards[1].